# Национална железница
Национална железница (енгл. National Rail) је назив који удржење британских железничких превозника (ATOC - Association of Train Operating Companies) користи за путнички железнички саобраћај у Великој Британији.